# Keisuke Iwashita
Keisuke Iwashita (岩下 敬輔?, Keisuke Iwashita; Kagoshima, 24 settembre 1986) è un ex calciatore giapponese, di ruolo difensore.